# Терехова, Валентина Семёновна
Валентина Семёновна Терехова — советская гребчиха. Заслуженный мастер спорта СССР (1963).
Представляла общество «Спартак» (Москва).
Шесть раз завоёвывала золото на чемпионатах Европы (1958, 1959, 1960, 1961, 1963, 1964) в четвёрке распашной. В 1962 году завоевала серебряную медаль.
Четыре раза становилась чемпионкой СССР (1958, 1959, 1960, 1961) в четвёрке распашной.

## Достижения
| Чемпионат Европы | Чемпионат Европы | Чемпионат Европы | Чемпионат Европы |
| Год              | Место            | Категория        | Итог             |
| ---------------- | ---------------- | ---------------- | ---------------- |
| 1958             | Познань          | W4+              | 1                |
| 1959             | Макон            | W4+              | 1                |
| 1960             | Лондон           | W4+              | 1                |
| 1961             | Прага            | W4+              | 1                |
| 1962             | Восточный Берлин | W4+              | 2                |
| 1963             | Москва           | W4+              | 1                |
| 1964             | Амстердам        | W4+              | 1                |